# الحسوسة (دوعن)
'

تعديل مصدري - تعديل

الحسوسة هي إحدى قرى عزلة صيف بمديرية دوعن التابعة لمحافظة حضرموت، بلغ تعداد سكانها 103 نسمة حسب تعداد اليمن لعام 2004.